# Plus Brandenburg
Plus Brandenburg ist eine Listenvereinigung im Land Brandenburg, die 2023 aus den Kleinparteien Piratenpartei, ÖDP und Volt gebildet wurde. Einzeln lagen diese in Umfragen zwar jeweils weit unter der geltenden Fünf-Prozent-Hürde, rechneten sich jedoch als vereinigte Liste Chancen zur Überwindung aus. Plus Brandenburg trat zur Landtagswahl in Brandenburg 2024 erstmalig an, erreichte jedoch weniger als ein Prozent der Stimmen.

## Inhaltliches Profil
Die Listenvereinigung hat sich ein gemeinsames Programm sowie ein Kurzprogramm gegeben. Parallel dazu gelten die Partei- und Wahlprogramme der beteiligten Parteien weiter.
Inhaltliche Schwerpunkte der Listenvereinigung sind eine bessere personelle und materielle Ausstattung von Bildungseinrichtungen, der Ausbau des öffentlichen Personennahverkehrs, der Aufbau einer dezentralen Energieversorgung über erneuerbare Energien, Tierschutz, eine Ausweitung des sozialen Wohnungsbaus, strengere Transparenzregelungen sowie eine Stärkung der Bürgerbeteiligung.

## Geschichte
Im November 2023 kündigten die Parteien Piratenpartei, ÖDP und Volt an, gemeinsam als Wahlbündnis Plus Brandenburg zur Landtagswahl anzutreten. Die Parteien bildeten hierfür eine aktuell nur im Land Brandenburg mögliche Listenvereinigung gemäß § 22 BbgLWahlG. Am 9. August 2024 wurde die Listenvereinigung vom Landeswahlausschuss zur Teilnahme an der Landtagswahl zugelassen, nachdem sie die benötigte Anzahl an Unterstützerunterschriften vorgelegt hatte. Zur Landtagswahl trat die Listenvereinigung mit einer Landesliste bestehend aus 17 Bewerbern sowie mit Direktkandidaten in insgesamt zwölf der 44 Brandenburger Wahlkreise an.
Die Listenverbindung erhielt laut Endergebnis 13584 Zweitstimmen (0,9%), damit weniger als 2019 die Summe der Zweitstimmen für Piratenpartei (0,7 %) und ÖDP (0,6 %) zusammen.